# Jan Nowak (urzędnik)
Jan Kazimierz Nowak (ur. 20 października 1951 w Białej Podlaskiej) – polski urzędnik i samorządowiec. Od 2008 dyrektor Biura Generalnego Inspektora Ochrony Danych Osobowych (później Urzędu Ochrony Danych Osobowych), w latach 2019–2024 Prezes Urzędu Ochrony Danych Osobowych.

## Życiorys
Syn Kazimierza i Leokadii. Ukończył studia na Wydziale Mechaniki Precyzyjnej Politechniki Warszawskiej. Jest także absolwentem podyplomowych studiów EMBA w Wyższej Szkole Menadżerskiej w Warszawie.
W 2010, 2014 i 2018 był wybierany radnym dzielnicy Wola w Warszawie, gdzie należał do klubu Prawa i Sprawiedliwości. Mandat radnego sprawował do 2019. W styczniu 2008 został dyrektorem Biura Generalnego Inspektora Ochrony Danych Osobowych. Do jego zadań należało w szczególności wydawanie decyzji administracyjnych i opinii legislacyjnych, a także inicjowanie działań kontrolnych GIODO. Po 25 maja 2018 (w związku z rozpoczęciem stosowania RODO oraz ustawy z 10 maja 2018 r. o ochronie danych osobowych) stał się dyrektorem Urzędu Ochrony Danych Osobowych.
4 kwietnia 2019 z rekomendacji posłów Prawa i Sprawiedliwości został powołany przez Sejm na stanowisko Prezesa Urzędu Ochrony Danych Osobowych. 12 kwietnia tego samego roku zgodę na jego nominację wyraził Senat RP. Jan Nowak złożył ślubowanie 16 maja 2019.
16 maja 2023 zakończyła się jego kadencja jako Prezesa UODO. 26 maja 2023 został ponownie powołany przez Sejm na to stanowisko. 22 czerwca 2023 Senat nie wyraził jednak zgody na tę nominację. Jan Nowak wykonywał obowiązki prezesa urzędu do momentu złożenia ślubowania przez Mirosława Wróblewskiego, wybranego w styczniu 2024 przez Sejm za zgodą Senatu.

## Odznaczenia
- Złoty Medal za Długoletnią Służbę – 2008
- Odznaka Honorowa za Zasługi dla Samorządu Terytorialnego – 2017